# Joseph Léopold Saget
Joseph Léopold Saget (1748-1811) est un homme politique français, né le 13 octobre 1748 à Metz et décédé dans cette même ville le 8 décembre 1811, président du Directoire du département de la Moselle sous la Révolution puis député de la Moselle sous l'Empire.

## Biographie
Fils aîné de Léopold-Joseph Saget, chirurgien major de l'hôpital royal et militaire de Metz (1718-1773) et de Jeanne Régnier (+ en 1776), Léopold Saget étudie les mathématiques et le dessin à l'École de Metz et devient ingénieur des ponts et chaussées de la généralité de Metz, sous Louis XVI. Élu président du Directoire du département de la Moselle sous la Révolution il est condamné à mort par le Comité de salut public en 1793 pour s'être opposé à la vente de Biens Nationaux mais il échappe à cette sentence en émigrant.
Rallié à Bonaparte, il est élu député au Corps législatif le 6 germinal an X, par le Sénat conservateur, comme député de la Moselle. Il en sort le 1er juillet 1807. Membre de la Légion d'honneur du 4 frimaire an XII, Saget est en outre directeur du canal des salines de Dieuze et inspecteur divisionnaire du corps impérial des Ponts et chaussées. On lui doit les plans et devis du pont de Sarreguemines.